# Kuga (roman)
Kuga (francosko La Peste) je roman Alberta Camusa iz leta 1947. Dogajanje je postavljeno v alžirsko mesto Oran, kjer se zdravniško osebje spopada z izbruhom kuge, zaradi katero je celotno mesto razglašeno za karantensko območje. Skozi Camusov absurdistični pogled je predstavljen utrinek iz življenja mesta.